# Grinder (utensile)

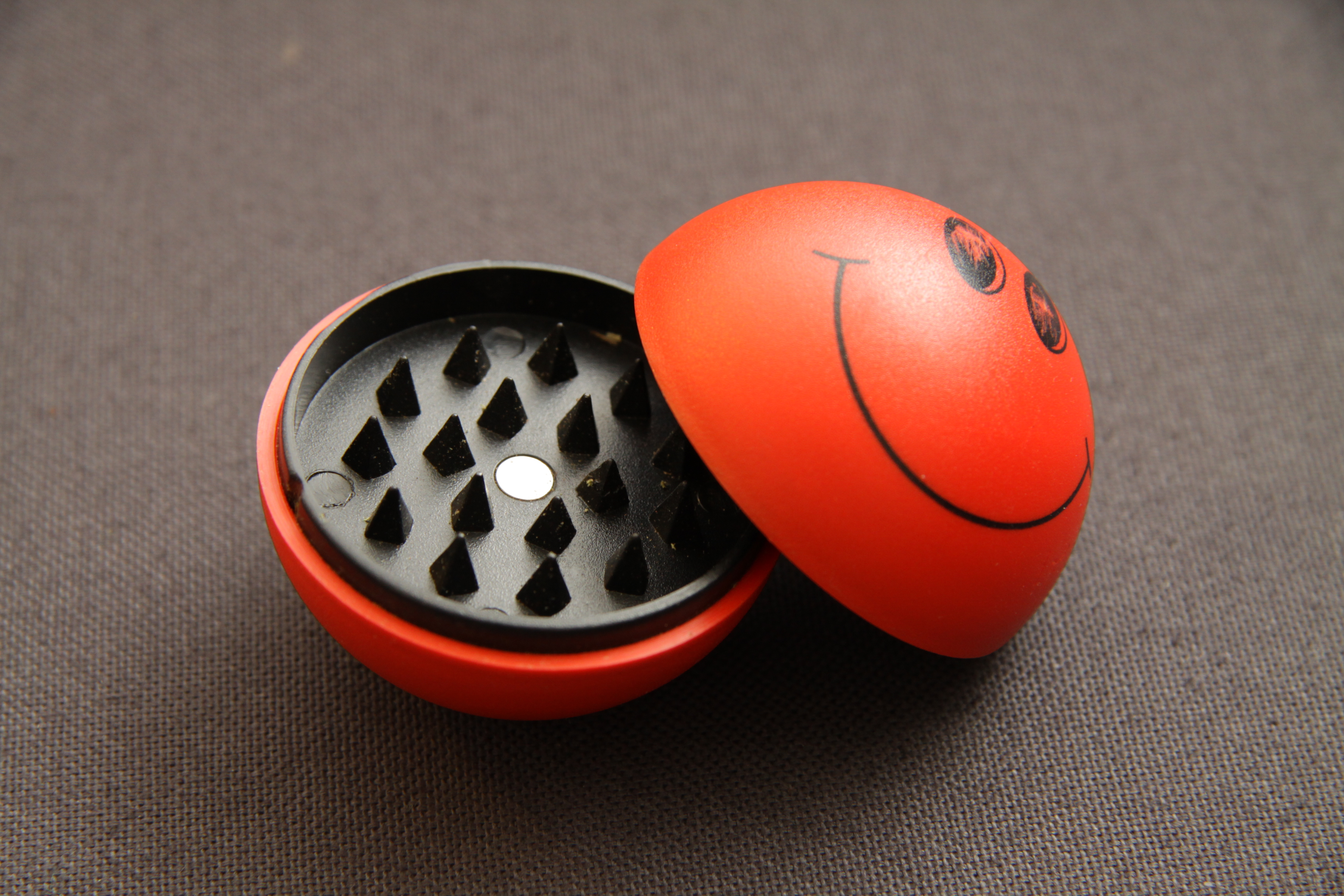
Esempio di grinder utilizzato per preparare l'impasto da arrotolare in uno spinello

Il grinder (in inglese /ˈɡraɪndə(r)/) o tritino è un piccolo dispositivo, di solito tondo, formato da due parti complementari dotate all'interno di piccoli chiodi o dentini (che possono avere varie forme); esso, mediante la rotazione antitetica delle due metà, serve a macinare vegetali, generalmente marijuana. Esistono modelli che contengono un terzo scompartimento dove viene separata la resina (o gergalmente polline) dalla quale si può produrre successivamente hashish pressato.
Può essere di plastica, legno o metallo; inoltre ve ne sono modelli facilmente occultabili (a forma di fiches o di pallina da golf), multistrato (dotati di un setaccio per raccogliere separatamente resina e mistura tritata), dotati di uno scompartimento per le foglie non tritate, a manovella, di vari colori e dimensioni.
Dal nome dell'arnese derivano i verbi grindare o sgrindare o altresì sgrinzare, d'uso comune tra i consumatori di droghe leggere.